# Knights of Xentar
Knights of Xentar es un videojuego de rol eroge de lanzado en DOS para la PC en América del Norte en 1995 por Megatech Software. Es también conocido como Dragon Knight III en Japón y es parte de la serie Dragon Knight de los juegos creados y desarrollados por ELF Corporation. Este fue el segundo hentai RPG lanzado por Megatech después de Cobra Mission: Panic in Cobra City y el único juego de Dragon Knight para ser lanzado fuera de Japón.

## Jugabilidad
DKIII es un JRPG humorístico con contenido erótico. El sistema de juego de rol es completamente diferente de los juegos anteriores. El jugador viaja con una visión de arriba hacia abajo en el mapa mundial, visitando ciudades y mazmorras similar a otros juegos de rol japoneses tradicionales. El enemigo se encuentra totalmente al azar. Durante las batallas (que en la versión para PC son vista de lado, estilo Final Fantasy), los personajes del jugador y los enemigos atacan unos a otros de forma automática. La batalla puede ser detenida en cualquier momento para lanzar un hechizo, usar un objeto, o el estilo de ataque cambia. Hay ocho niveles de fuerza de ataque, cada uno con sus ventajas y desventajas. Por ejemplo, los niveles de ataque más poderoso requieren más tiempo.
El juego cuenta con escenas de corte estilo anime, muchos de los cuales contienen imágenes eróticas desnudas - las chicas que el personaje principal se encuentra y ayuda a menudo se sienten agradecidas y le concede con algún "tratamiento". Sin embargo, no hay escenas hardcore de sexo explícito en el juego y las áreas de los genitales de las chicas son censurados como en la mayoría de H-juegos.

## Historia
El personaje principal es un joven guerrero llamado Desmond (conocido como Takeru en la versión japonesa). Después de liberar los campos de fresas de la maldición de un demonio y salvar a las chicas de la ciudad de Phoenix de un demonio en sus aventuras anteriores, Desmond se encuentra en una indigna situación de su condición heroica: Los ladrones han tomado todas sus posesiones, incluyendo su espada mágica, ¡e incluso su ropa! Así que la primera tarea del héroe que pierda el proceso para conseguir algo de dinero. Por suerte, el alcalde tiene una misión para él, para que también está dispuesto a pagar. Desmond acepta la cesión sin saber lo que dará lugar a - viajando por todo el mundo, la lucha contra temibles enemigos, encontrar mujeres bellas, y la resolución de un misterio que también revelará el secreto de su verdadera identidad propia.

## Localización y censura
En el comunicado de Megatech del juego, los nombres de los dos personajes principales se han cambiado. Por ejemplo, Baan, como era conocido en la versión japonesa fue cambiado a Rolf y Takeru, el héroe principal del juego, se cambió a Desmond. El diálogo también fue modificado, como tener una reforma importante en la localización de la misma manera que Working Designs se acercó en la traducción de varios JRPGs. Por ejemplo, el diálogo sobre la liberación de América del Norte se incluye referencias pop muchos países de América la cultura y las bromas, y varias veces se rompió la cuarta pared con los guionistas Megatech incluso unirse a la conversación de los héroes. Socios de Desmond, Rolf y Luna, e incluso algunas de las chicas Desmond conoce a burlarse de él cruelmente.
Megatech había lanzado dos versiones de este juego, un NR-13 y la versión NR-18, al igual que en Alemania, donde un USK 12 y la versión USK 16 ha sido puesto en libertad.La versión NR-18 fue la versión sin censura y la NR-13 fue censurada en que todas las chicas desnudas tenían sus partes íntimas cubiertas por las manos o la ropa y algunos de los crudos, el diálogo craso fue editado también. El NR-13 versión podría ser actualizado a la versión NR-18 a través de un parche de software. Este juego ha estado fuera de producción durante más de una década y es extremadamente difícil encontrar una copia física, aunque muy fácil de descargar de los sitios abandonware. Un CD-ROM "walkie versión completa se produjo también, aunque esto es muy raro, incluso en los sitios abandonware.